# Vilella
Vilella fue una población medieval en el actual término municipal de Zaragoza. Por los topónimos con los que es mencionado en los textos medievales se supone que estaba cerca del río Gállego.

## Toponimia
Es mencionado como Vilella en un texto del año 1185 de la colección de documentos del Pilar en latín con elementos romances y que también habla de gente de Pastriz:

Notum sit cunctis, (quod ego don Samo Fertugnionis), filio de don ( ) Belgit & meos parentes misimus in clamos ad uos, don Xemen /2 de Ricla illo campo, quod uos comparastis (in termino de Vilella) de nostra nepta, nomine Oro de Pastriç, modo confirmamus 5 affinamus /3 uobis illo clamo, quam nos ( ) de uobis de predicto ( ), qua fecistis de iam dicta Oro mea nepta. Et propter hoc supra scriptum /4 ego predicto Sanio Fertugnones de meo ( ) parentela mea, confirmamus uobis don Ximino isto campo, ut /5 habeatis & & possideatis illo ( ), ingenuo, libero, ingenuo (sic), hac quieto, per 10 uendere & inpignorare & dare unicumque uo- /6 lueritis, sicut de propria uestra hereditate, per secula cuncta. Et ego don Sanio Fertugnones iam dicto, de me & de meo ienullo /7 damus uobis don Ximino de Ricla fidanças de saluetate per foro de terra, sicut superior scriptum est; don Domingo, filio de Petro /8 Arcez de Pastriç 15 et don Domingo de Miranda. Et sunt testimonias de hoc supra scriptum, qui fuerunt ibi uisores & auditores; /9 don Garcia, filio de don Michael castellano de San Philip & suo germano don Martin Facta carta in mense septembris, era /10 MªCCªXXªIIIª.

En el "Monedaje de 1302" se escribe como Villiella y también es mencionado así en "La Mensa capitular de la iglesia de San Salvador de Zaragoza en el pontificado de Hugo de Mataplana", texto del 21 de mayo de 1292:

Al de Alcantareilla ... CCC sueldos / A Rivas Altas sub esta extimacione compenduntur loca del Burgo et de Çaragosa la Viella sub CCCC L sueldos / A Mamblas Mil sueldos / A Villiella Mil CCCC sueldos / A Pastriz sub extimacione de Pastriz comprenduntur ....